# 野田内閣 (第1次改造)
野田第1次改造内閣（のだ だいいちじ かいぞうないかく）は、衆議院議員、民主党代表の野田佳彦が第95代内閣総理大臣に任命され、2012年（平成24年）1月13日から同年6月4日まで続いた日本の内閣。

## 在職期間
- 2012年（平成24年）1月13日 - 2012年（平成24年）6月4日
- 組閣時の平均年齢 : 58.3歳
  - 最高齢：前田武志（74歳）
  - 最年少：細野豪志（40歳）

## 概要
2011年（平成23年）9月2日に発足した野田内閣では、第179臨時国会にて、国家公安委員会委員長山岡賢次が自らのマルチ商法関与疑惑、防衛大臣一川保夫が自らの失言及びブータン国王歓迎宮中晩餐会を個人的理由で欠席したなど、閣僚としての資質を問われて参議院でそれぞれ問責決議が可決される事態となった。
こうした状況を受け、また、内閣総理大臣野田佳彦が東北地方太平洋沖地震（東日本大震災）復興政策の実現、自らが目指す消費税増税を含めた『社会保障と税の一体改革』を実現すべく、第180通常国会を前に人心一新と体制強化を図る狙いから、2012年（平成24年）1月13日に内閣改造を実施した。
2012年（平成24年）1月20日、民主党政権発足の鳩山由紀夫内閣以来政治主導方針のもと、内閣法制局長官は官僚であるとし、政府特別補佐人と認めていなかったが第180回国会から政府特別補佐人とすると方針転換の実際的措置をする。

### 人事

#### 2012年（平成24年）
- 改造による初入閣の国務大臣は、小川敏夫、田中直紀、松原仁の3名であり、再入閣の国務大臣は、岡田克也と平野博文の2名である。その他、閣僚12人が留任し、内閣改造での留任人数としては歴代最多記録となった。
- 野田改造内閣は引き続き国民新党との連立政権を継続し、同党からは自見庄三郎が入閣（留任）。
- 民間からの入閣は無し。
- 内閣総理大臣臨時代理就任順位第1位に岡田克也が指定された（副総理）。
- 2月10日 - 復興庁の発足に伴い、復興大臣等の人事が行われ、平野達男防災担当大臣が専任の復興大臣となり、中川正春前文部科学大臣が内閣府特命担当大臣として、防災、「新しい公共」、少子化対策、男女共同参画を担当する。
- 2月14日 - 東日本大震災総括担当大臣が新設され、平野復興大臣が任命される。
- 1月16日 - 松原仁が国家公安委員会委員長に就任したことに伴う国土交通副大臣の後任に吉田治を起用した以外は全て前内閣からの留任となった。
- 2月10日 - 復興庁の発足に伴い、復興大臣等の人事が行われ、松下忠洋経済産業副大臣及び末松義規内閣総理大臣補佐官を復興副大臣兼内閣府副大臣に任命する。柳澤光美経済産業大臣政務官を経済産業副大臣に、その後任として、中根康浩を経済産業大臣政務官に任命する。
- 同日 - 末松内閣総理大臣補佐官の後任として、寺田学を内閣総理大臣補佐官に任命し、行政改革及び社会保障・税一体改革等の担当とする。
- 同日 - 郡和子内閣府大臣政務官、吉田泉財務大臣政務官、津川祥吾国土交通大臣政務官を復興大臣政務官に兼ねて任命し、郡政務官は宮城復興局担当、吉田政務官は福島復興局及び茨城事務所担当、津川政務官は岩手復興局及び青森事務所担当とする。
- 同日 - 中塚一宏内閣府副大臣及び大串博志内閣府大臣政務官には復興副大臣又は復興大臣政務官に兼ねて命ぜられる。
- 3月30日 - 黄川田徹総務副大臣、森裕子文部科学副大臣、牧義夫厚生労働副大臣、主濱了総務大臣政務官の4名が、消費税増税法案の閣議決定に抗議して、辞表を提出する。
- 4月4日 - 黄川田徹総務副大臣、森裕子文部科学副大臣、牧義夫厚生労働副大臣、主濱了総務大臣政務官の4名の辞表が受理される。
- 4月6日 - 黄川田徹総務副大臣の後任に大島敦、森裕子文部科学副大臣の後任に高井美穂、牧義夫厚生労働副大臣の後任に西村智奈美、主濱了総務大臣政務官の後任に加賀谷健を任命する。
- 4月23日 - 中川正春内閣府特命担当大臣から少子化対策担当の任を解き、小宮山洋子厚生労働大臣を少子化対策担当大臣に任命する（厚生労働大臣との兼任）。
- 6月4日 - 内閣改造を実施、野田第2次改造内閣発足。小川敏夫法務大臣、鹿野道彦農林水産大臣、前田武志国土交通大臣、田中直紀防衛大臣、自見庄三郎内閣府特命担当大臣の5人の国務大臣が退任。

### 内閣の動静

#### 2012年（平成24年）
- 1月13日 - この日の閣議にて野田内閣閣僚の辞表を取りまとめた後、内閣改造人事に着手。内閣官房長官による閣僚名簿発表の後、宮中にて新たに国務大臣に任命された5名の認証官認証式を執り行い、野田改造内閣が正式に発足する[4]。認証式の後に、内閣総理大臣官邸にて内閣総理大臣野田佳彦の記者会見が行われた[5]。
- 1月16日 - 野田改造内閣の副大臣、大臣政務官の人事を行う。松原仁が国家公安委員会委員長に就任したことに伴う国土交通副大臣の後任に吉田治を起用した以外は全て前内閣からの留任となった[6]。
- 1月20日 - 宮川光治最高裁判事が定年退官することに伴い、その後任として、山浦善樹筑波大学法科大学院教授を任命することが、決まる[7]。
- 1月24日 - 第180回国会が開会。第180回国会における、野田首相の施政方針演説を含む政府四演説が行われる[8]。
- 1月25日 - 平成24年度第1回国家戦略会議が開催され、副議長に岡田副総理が追加で任命される。
- 1月28日 - 野田首相が、2012年ダボス会議サイドイベント「ジャパン・ナイト」へテレビ会議形式で出席する[9]。
- 1月31日 - 全閣僚参加の行政改革実行本部が設置される[10]。
- 2月4日 - 野田首相が、慶應義塾大学シンポジウム「社会保障と税の一体改革について」で、基調講演を行う[11]。
- 2月7日 - 野田首相が、平成24年北方領土返還要求全国大会に出席する[12]。
- 2月8日 - 2011年度第4次補正予算が成立する。
- 2月9日 - 岩手県と宮城県及び県内34市町村が申請した復興推進計画が、復興特別区域として認定される。
- 2月10日 - 復興庁の発足に伴い、復興大臣等の人事が行われる。福島復興再生特別措置法案を閣議決定する。
- 2月14日 - 東日本大震災総括担当大臣が新設され、平野復興大臣が任命される。全閣僚参加の復興推進会議の第1回会合が開かれる。
- 2月17日 - 社会保障と税一体改革大綱を閣議決定する[13]。
- 2月26日 - 野田首相が、就任後初の沖縄訪問を行う。日程は、2月27日まで。
- 2月28日 - 野田首相主催による、桜を見る会の開催日が4月14日と決まる[14]。
- 3月1日 - 第1回国際広報連絡会議が、開催される[15]。
- 3月7日 - 内閣府参与と内閣官房社会的包摂推進室長の湯浅誠が、退任する[16]。社会的包摂推進室長の後任は、安田充内閣審議官が就任。
- 3月11日 - 国立劇場において、東日本大震災一周年追悼式が挙行される[17]。
- 3月13日 - 第1回災害廃棄物の処理の推進に関する関係閣僚会合が、開催される[18]。
- 3月16日 - 北朝鮮が実用衛星を打ち上げると表明したことに伴い、内閣危機管理センターに北朝鮮の衛星打ち上げ発表に関する情報連絡室を設置[19]。古田佑紀最高裁判事が定年退官することに伴い、その後任として、小貫芳信亜細亜大学法学部教授を任命することが、決まる[20]。
- 3月21日 -第13回日中韓投資協定会合で 、交渉が妥結する[21]。
- 3月23日 - 野田首相主催による、桜を見る会の開催が中止となる[22]。
- 3月24日 - 日本アカデメイア主催「野田総理との第1回交流会」で演説を行う[23]。
- 3月26日 - 野田首相が、韓国で開催される第2回核セキュリティ・サミットに出席する。日程は、3月27日まで[24]。
- 3月27日 - 田中防衛大臣が、破壊措置準備命令を発出する[25]。
- 3月29日 - 平成24年度暫定予算を閣議決定する[26]。
- 同日 - 与党国民新党亀井静香代表が、民主党の消費税増税法案は国民新との政権合意に反しているとして連立離脱を表明。亀井が野田首相に対し「同党が連立離脱したのち、自見金融相ら3人の政務3役を無所属として閣内に残すこと」などを提案[27]。
- 同日 - 国民新党副代表の自見大臣らが連立維持を表明。国民新党が党内分裂を起こす。
- 3月30日 - 閣議前の会談で、野田総理が国民新党亀井代表の提案（上記）を拒否[27]。
- 同日 - 平成24年度暫定予算が、衆議院本会議と参議院本会議で可決され、成立する。安全保障会議が開催され、北朝鮮による「人工衛星」と称するミサイル発射の発表に関する対応について審議が行われる[28]。
- 同日 - 自見大臣が消費税増税法案に署名したことを、「国民新党副代表として署名した」と発言[29]。
- 4月4日 - 黄川田徹総務副大臣、森裕子文部科学副大臣、牧義夫厚生労働副大臣、主濱了総務大臣政務官の4名の辞表が受理される[30]。
- 4月5日 - 平成24年度予算が参議院本会議で否決され、両院協議会が開催されるも、結論が出ず、憲法の衆院議決の優越規定に基づき成立する。
- 同日 - 党内分裂中の国民新党について、参議院予算委員会で自見大臣が自民党議員から追及される。自見大臣は「国民新党の代表は亀井静香衆議院議員」「国民新党は与党」と答弁。
- 同日 - 国民新党の下地幹事長が議員総会を開き、自見大臣が国民新党の新代表に、浜田政務官が同党の新政調会長に選出される。
- 4月6日 - 黄川田徹総務副大臣の後任に大島敦衆議院議員、森裕子文部科学副大臣の後任に高井美穂衆議院議員、牧義夫厚生労働副大臣の後任に西村智奈美衆議院議員、主濱了総務大臣政務官の後任に加賀谷健参議院議員を任命する[31]。
- 同日 - 国民新党の役員変更届が受理される。野田総理と自見大臣が民主党と国民新党の連立継続を確認する合意書を交わす。前回のものと異なり、消費税に関する文言は合意書から消えた。
- 4月7日 - 野田首相が、兵庫県西宮市で開催された「明日の安心」対話集会に出席する[32]。
- 4月10日 - 皇室制度に関する有識者ヒアリングの第3回が開催され、ジャーナリストの櫻井よしこ氏と日本大学教授の百地章氏が、意見発表を行う[33]。
- 4月11日 - 、内閣危機管理センターに設置した北朝鮮の衛星打ち上げ発表に関する情報連絡室を、北朝鮮による『人工衛星』と称するミサイル発射事案に関する官邸対策室に改組する[34]。
- 4月20日 - 参議院において、前田国土交通大臣と田中防衛大臣の問責決議が可決される。
- 6月3日 - 内閣総理大臣：野田佳彦が消費税法改正等を柱とする税と社会保障一体改革案をめぐる国会審議対応について行った民主党元代表：小沢一郎との会談の後で「6月4日に内閣改造を行う」と表明した[35]。
- 6月4日 - 内閣改造を実施、野田第2次改造内閣発足[36][37]。

## 人事
所属政党・出身:
  民主党   国民新党
  中央省庁・民間

### 国務大臣
| 職名                                                              | 氏名       | 氏名 | 出身等                                                | 特命事項等 | 備考                            |
| ----------------------------------------------------------------- | ---------- | ---- | ----------------------------------------------------- | --- | ------------------------------- |
| 内閣総理大臣                                                      | 野田佳彦   |      | 衆議院 民主党 （野田G）                               | | 民主党代表 留任                 |
| 副総理 内閣府特命担当大臣 （行政刷新）                            | 岡田克也   |      | 衆議院 民主党 （無派閥）                              | 行政改革担当 社会保障・税一体改革担当 公務員制度改革担当 （2012年4月16日免） 内閣総理大臣臨時代理 就任順位第1位（副総理） | 再入閣                          |
| 総務大臣 内閣府特命担当大臣 （沖縄及び北方対策） （地域主権推進） | 川端達夫   |      | 衆議院 民主党 （川端G） （鳩山G）                     | 地域活性化担当 内閣総理大臣臨時代理 就任順位第4位                                                                         | 留任                            |
| 法務大臣                                                          | 小川敏夫   |      | 参議院 民主党 （菅G）                                 | | 初入閣                          |
| 外務大臣                                                          | 玄葉光一郎 |      | 衆議院 民主党 （玄葉G）                               | | 留任                            |
| 財務大臣                                                          | 安住淳     |      | 衆議院 民主党 （前原G）                               | | 留任                            |
| 文部科学大臣                                                      | 平野博文   |      | 衆議院 民主党 （平野G）                               | 国立国会図書館 連絡調整委員会委員                                                                                         | 再入閣                          |
| 厚生労働大臣                                                      | 小宮山洋子 |      | 衆議院 民主党 （前原G）                               | | 留任                            |
| 農林水産大臣                                                      | 鹿野道彦   |      | 衆議院 民主党 （鹿野G）                               | 内閣総理大臣臨時代理 就任順位第3位                                                                                        | 留任                            |
| 経済産業大臣 内閣府特命担当大臣 （原子力損害賠償支援機構）        | 枝野幸男   |      | 衆議院 民主党 （前原G） （菅G）                       | 原子力経済被害担当 | 留任                            |
| 国土交通大臣                                                      | 前田武志   |      | 参議院 民主党 （鹿野G）                               | 海洋政策担当 | 留任                            |
| 環境大臣 内閣府特命担当大臣 （原子力行政）                        | 細野豪志   |      | 衆議院 民主党 （前原G）                               | 原発事故の収束 及び再発防止担当                                                                                           | 留任                            |
| 防衛大臣                                                          | 田中直紀   |      | 参議院 民主党 （小沢G）                               | 内閣総理大臣臨時代理 就任順位第5位                                                                                        | 初入閣                          |
| 内閣官房長官                                                      | 藤村修     |      | 衆議院 民主党 （野田G）                               | 内閣総理大臣臨時代理 就任順位第2位                                                                                        | 留任                            |
| 復興大臣                                                          | 平野達男   |      | 参議院 民主党 （玄葉G） （小沢G）                     | 東日本大震災総括担当 （2012年2月14日任）                                                                                  | 2012年2月10日任                 |
| 国家公安委員会委員長 内閣府特命担当大臣 （消費者及び食品安全）    | 松原仁     |      | 衆議院 民主党 （小沢G） （平野G） （鳩山G） （川端G） | 拉致問題担当 | 初入閣                          |
| 内閣府特命担当大臣 （防災）                                       | 平野達男   |      | 参議院 民主党 （玄葉G） （小沢G）                     | 東日本大震災 復興対策担当 （2012年2月10日まで）                                                                           | 留任 2012年2月10日免            |
| 内閣府特命担当大臣 （防災）                                       | 中川正春   |      | 衆議院 民主党 （羽田G）                               | 公務員制度改革担当 （2012年4月16日任）                                                                                    | 再入閣 2012年2月10日任          |
| 内閣府特命担当大臣 （金融）                                       | 自見庄三郎 |      | 参議院 国民新党                                       | 郵政民営化担当 （2012年5月8日まで 郵政改革担当）                                                                          | 留任                            |
| 内閣府特命担当大臣 （「新しい公共」） （男女共同参画）            | 岡田克也   |      | 衆議院 民主党 （無派閥）                              | | 2012年2月10日免                 |
| 内閣府特命担当大臣 （「新しい公共」） （男女共同参画）            | 中川正春   |      | 衆議院 民主党 （羽田G）                               | | 2012年2月10日任                 |
| 内閣府特命担当大臣 （少子化対策）                                 | 岡田克也   |      | 衆議院 民主党 （無派閥）                              | | 2012年2月10日免                 |
| 内閣府特命担当大臣 （少子化対策）                                 | 中川正春   |      | 衆議院 民主党 （羽田G）                               | | 2012年2月10日任 2012年4月23日免 |
| 内閣府特命担当大臣 （少子化対策）                                 | 小宮山洋子 |      | 衆議院 民主党 （前原G）                               | | 2012年4月23日任                 |
| 内閣府特命担当大臣 （経済財政政策） （科学技術政策）              | 古川元久   |      | 衆議院 民主党 （前原G）                               | 国家戦略担当 宇宙開発担当                                                                                                 | 留任                            |

・2012年（平成24年）1月13日任命。

### 副大臣
| 職名           | 氏名       | 出身等                    | 備考                                        |
| -------------- | ---------- | ------------------------- | ------------------------------------------- |
| 内閣府副大臣   | 石田勝之   | 衆議院 民主党 （鹿野G）   | 留任                                        |
| 内閣府副大臣   | 後藤斎     | 衆議院 民主党 （羽田G）   | 留任                                        |
| 内閣府副大臣   | 中塚一宏   | 衆議院 民主党 （小沢G）   | 留任 復興副大臣兼任                         |
| 内閣府副大臣   | 松下忠洋   | 衆議院 国民新党           | 2012年2月10日任 復興副大臣兼任              |
| 内閣府副大臣   | 末松義規   | 衆議院 民主党 （菅G）     | 2012年2月10日任 復興副大臣兼任              |
| 総務副大臣     | 黄川田徹   | 衆議院 民主党 （小沢G）   | 留任 2012年4月4日免                         |
| 総務副大臣     | 大島敦     | 衆議院 民主党 （鹿野G）   | 2012年4月6日任                              |
| 総務副大臣     | 松崎公昭   | 衆議院 民主党 （鹿野G）   | 留任                                        |
| 法務副大臣     | 滝実       | 衆議院 民主党 （無派閥）  | 留任                                        |
| 外務副大臣     | 山口壯     | 衆議院 民主党 （玄葉G）   | 留任                                        |
| 外務副大臣     | 山根隆治   | 参議院 民主党 （川端G）   | 留任                                        |
| 財務副大臣     | 五十嵐文彦 | 衆議院 民主党 （小沢鋭G） | 留任                                        |
| 財務副大臣     | 藤田幸久   | 参議院 民主党 （鳩山G）   | 留任                                        |
| 文部科学副大臣 | 奥村展三   | 衆議院 民主党 （小沢G）   | 留任                                        |
| 文部科学副大臣 | 森裕子     | 参議院 民主党 （小沢G）   | 留任 2012年4月4日免                         |
| 文部科学副大臣 | 高井美穂   | 衆議院 民主党 （前原G）   | 2012年4月6日任                              |
| 厚生労働副大臣 | 牧義夫     | 衆議院 民主党 （鳩山G）   | 留任 2012年4月4日免                         |
| 厚生労働副大臣 | 西村智奈美 | 衆議院 民主党 （菅G）     | 2012年4月6日任                              |
| 厚生労働副大臣 | 辻泰弘     | 参議院 民主党 （鳩山G）   | 留任                                        |
| 農林水産副大臣 | 筒井信隆   | 衆議院 民主党 （横路G）   | 留任                                        |
| 農林水産副大臣 | 岩本司     | 参議院 民主党 （川端G）   | 留任                                        |
| 経済産業副大臣 | 牧野聖修   | 衆議院 民主党 （鳩山G）   | 留任                                        |
| 経済産業副大臣 | 松下忠洋   | 衆議院 国民新党           | 留任 2012年2月10日 復興副大臣就任のため退任 |
| 経済産業副大臣 | 柳澤光美   | 参議院 民主党 （川端G）   | 2012年2月10日任                             |
| 国土交通副大臣 | 奥田建     | 衆議院 民主党 （羽田G）   | 留任                                        |
| 国土交通副大臣 | 吉田治     | 衆議院 民主党 （川端G）   |                                             |
| 環境副大臣     | 横光克彦   | 衆議院 民主党 （横路G）   | 留任                                        |
| 防衛副大臣     | 渡辺周     | 衆議院 民主党 （前原G）   | 留任                                        |
| 復興副大臣     | 中塚一宏   | 衆議院 民主党 （小沢G）   | 2012年2月10日任 内閣府副大臣兼任            |
| 復興副大臣     | 松下忠洋   | 衆議院 国民新党           | 2012年2月10日任 内閣府副大臣兼任            |
| 復興副大臣     | 末松義規   | 衆議院 民主党 （菅G）     | 2012年2月10日任 内閣府副大臣兼任            |

### 大臣政務官
| 職名               | 氏名       | 出身等                        | 備考                                   |
| ------------------ | ---------- | ----------------------------- | -------------------------------------- |
| 内閣府大臣政務官   | 郡和子     | 衆議院 民主党 （横路G）       | 留任 復興大臣政務官兼任                |
| 内閣府大臣政務官   | 大串博志   | 衆議院 民主党 （野田G）       | 留任 復興大臣政務官兼任                |
| 内閣府大臣政務官   | 園田康博   | 衆議院 民主党 （羽田G）       | 留任                                   |
| 総務大臣政務官     | 福田昭夫   | 衆議院 民主党 （鳩山G）       | 留任                                   |
| 総務大臣政務官     | 主濱了     | 参議院 民主党 （小沢G）       | 留任 2012年4月4日免                    |
| 総務大臣政務官     | 加賀谷健   | 参議院 民主党 （川端G）       | 2012年4月6日任                         |
| 総務大臣政務官     | 森田高     | 参議院 国民新党               | 留任                                   |
| 法務大臣政務官     | 谷博之     | 参議院 民主党 （横路G）       | 留任                                   |
| 外務大臣政務官     | 中野譲     | 衆議院 民主党 （無派閥）      | 留任                                   |
| 外務大臣政務官     | 加藤敏幸   | 参議院 民主党 （無派閥）      | 留任                                   |
| 外務大臣政務官     | 浜田和幸   | 参議院 国民新党               | 留任                                   |
| 財務大臣政務官     | 三谷光男   | 衆議院 民主党 （野田G）       | 留任                                   |
| 財務大臣政務官     | 吉田泉     | 衆議院 民主党 （鳩山G）       | 留任 復興大臣政務官兼任                |
| 文部科学大臣政務官 | 城井崇     | 衆議院 民主党 （前原G）       | 留任                                   |
| 文部科学大臣政務官 | 神本美恵子 | 参議院 民主党 （横路G）       | 留任                                   |
| 厚生労働大臣政務官 | 藤田一枝   | 衆議院 民主党 （近藤・平岡G） | 留任                                   |
| 厚生労働大臣政務官 | 津田弥太郎 | 参議院 民主党 （横路G）       | 留任                                   |
| 農林水産大臣政務官 | 仲野博子   | 衆議院 民主党 （小沢G）       | 留任                                   |
| 農林水産大臣政務官 | 森本哲生   | 衆議院 民主党 （鳩山G）       | 留任                                   |
| 経済産業大臣政務官 | 北神圭朗   | 衆議院 民主党 （前原G）       | 留任                                   |
| 経済産業大臣政務官 | 柳澤光美   | 参議院 民主党 （川端G）       | 留任 2012年2月10日免                   |
| 経済産業大臣政務官 | 中根康浩   | 衆議院 民主党 （無派閥）      | 2012年2月10日任                        |
| 国土交通大臣政務官 | 津川祥吾   | 衆議院 民主党 （無派閥）      | 留任 復興大臣政務官兼任                |
| 国土交通大臣政務官 | 津島恭一   | 衆議院 民主党 （小沢G）       | 留任                                   |
| 国土交通大臣政務官 | 室井邦彦   | 参議院 民主党 （小沢G）       | 留任                                   |
| 環境大臣政務官     | 高山智司   | 衆議院 民主党 （小沢G）       | 留任                                   |
| 防衛大臣政務官     | 下条みつ   | 衆議院 民主党 （羽田G）       | 留任                                   |
| 防衛大臣政務官     | 神風英男   | 衆議院 民主党 （小沢G）       | 留任                                   |
| 復興大臣政務官     | 郡和子     | 衆議院 民主党 （横路G）       | 2012年2月10日任 内閣府大臣政務官兼任   |
| 復興大臣政務官     | 大串博志   | 衆議院 民主党 （野田G）       | 2012年2月10日任 内閣府大臣政務官兼任   |
| 復興大臣政務官     | 吉田泉     | 衆議院 民主党 （鳩山G）       | 2012年2月10日任 財務大臣政務官兼任     |
| 復興大臣政務官     | 津川祥吾   | 衆議院 民主党 （無派閥）      | 2012年2月10日任 国土交通大臣政務官兼任 |

### その他の人事
| 職名                    | 氏名     | 出身等                        | 備考                                                                |
| ----------------------- | -------- | ----------------------------- | ------------------------------------------------------------------- |
| 内閣官房副長官 （政務） | 斎藤勁   | 衆議院 民主党 （近藤・平岡G） | 留任                                                                |
| 内閣官房副長官 （政務） | 長浜博行 | 参議院 民主党 （野田G）       | 留任                                                                |
| 内閣官房副長官 （事務） | 竹歳誠   | 国家公務員 （国土交通省）     | 留任                                                                |
| 内閣法制局長官          | 山本庸幸 | 国家公務員 （経済産業省）     | 留任                                                                |
| 内閣総理大臣補佐官      | 末松義規 | 衆議院 民主党 （菅G）         | 留任 東日本大震災復興対策、少子化対策、自殺対策担当 2012年2月10日免 |
| 内閣総理大臣補佐官      | 手塚仁雄 | 衆議院 民主党 （野田G）       | 留任 政治主導による政策運営及び国会対策担当                         |
| 内閣総理大臣補佐官      | 水岡俊一 | 参議院 民主党 （横路G）       | 留任 政治主導による政策運営及び国会対策担当                         |
| 内閣総理大臣補佐官      | 長島昭久 | 衆議院 民主党 （野田G）       | 留任 外交及び安全保障担当                                           |
| 内閣総理大臣補佐官      | 本多平直 | 衆議院 民主党 （菅G）         | 留任 内政の重要政策に関する省庁間調整担当                           |
| 内閣総理大臣補佐官      | 寺田学   | 衆議院 民主党 （菅G）         | 行政改革及び社会保障・税一体改革等担当 2012年2月10日任              |